# Sitticus longipes
Sitticus longipes är en spindelart som först beskrevs av Giovanni Canestrini 1873.  Sitticus longipes ingår i släktet Sitticus och familjen hoppspindlar. Inga underarter finns listade i Catalogue of Life.